# Perkebunan Negeri Lama
Perkebunan Negeri Lama is een bestuurslaag in het regentschap Labuhan Batu van de provincie Noord-Sumatra, Indonesië. Perkebunan Negeri Lama telt 1370 inwoners (volkstelling 2010).